# پیمان سوالبارد
پیمان سوالبارد (به انگلیسی: Svalbard Treaty) یک قرارداد بین‌المللی است که حاکمیت «کامل و بدون محدودیت نروژ» بر سوالبارد را تضمین می‌کند. در عین حال، این پیمان، شرایطی که نروژ باید در مدیریت منطقه انجام دهد، از جمله رفتار برابر با شهروندان و شرکت‌های همهٔ کشورهایی که به این توافق پیوسته‌اند؛ و محدودیت در تعقیب بعضی مقاصد نظامی را مشخص می‌کند. پیمان سوالبارد، در سال ۱۹۲۰ میلادی، منعقد و در سال ۱۹۲۵ به اجرا گذاشته شد. پیمان سوالبارد، در مجموع توسط دولت‌های ۴۴ کشور به تصویب رسیده‌است.
این پیمان، همچنین به عنوان معاهدهٔ نروژی در نروژ، ایالات متحده آمریکا، دانمارک، فرانسه، ایتالیا، ژاپن، هلند، بریتانیا و سوئد در خارج از کشور شناخته شده‌است.
پیمان سوالبارد، یکی از معدود موافقت نامه‌های بین‌المللی حاصل مذاکرات پس از جنگ جهانی اول است که هنوز به قوت خود باقی است. به استثنای جنگ جهانی دوم، حاکمیت نروژ بر سوالبارد هرگز به چالش کشیده نشده و مورد اعتراض قرار نگرفته‌است. اختلافات بر سر تفسیر پیمان سوالبارد، در دوران اخیر، عمدتاً مربوط به این موضوع است که آیا پیمان سوالبارد، در مورد مناطق دریایی اطراف مجمع الجزایر نیز صدق می‌کند یا خیر؟

## منطقه پیمان سوالبارد

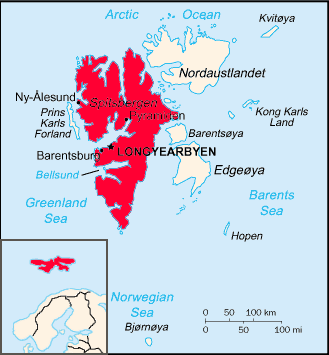
اسپیتسبرگن

نام سوالبارد، زمانی رسمیت پیدا کرد که حاکمیت سیاسی این منطقهٔ جغرافیایی، در سال ۱۹۲۵ میلادی، به دولت نروژ، واگذار شد. در متن انگلیسی توافقنامه، این منطقه به عنوان: 
٬مجمع‌الجزایر اسپیتسبرگن: Spitsbergen یا Spitzbergen،
 نامیده می‌شود. محدودهٔ منطقهٔ توافق، طبق مادهٔ (۱) توافقنامه، با مختصات جغرافیایی بین ۱۰ درجه تا ۳۵ درجهٔ شرقی و بین ۷۴ درجه تا ۸۱ درجهٔ شمالی، تعریف شده‌است. همزمان، با ذکر بزرگترین جزایر منطقه، از جمله جزیرهٔ خرس، حدود جغرافیایی اعتبار قرارداد تصریح و تدقیق بیشتری شده‌است تا متعلقات محدوده: 
٬همهٔ جزایر، جزایر و صخره‌های متعلق به اینها،
 نیز مشخص شود. مفاد این معاهده شامل قلمروِ دریایی منطقه می‌شود.

## پیش‌زمینه

فریتز ودل یارلسبرگ، (Fritz Wedel Jarlsberg) در ۹ فوریه ۱۹۲۰ پمان سوالبارد را به نمایندگی نروژ، در پاریس امضا کرد.

پیمان سوالبارد، در ۹ فوریهٔ ۱۹۲۰ منعقد شد و در ۱۴ اوت ۱۹۲۵ لازم‌الاجرا گردید. سپس توسط هلند، بریتانیا، دانمارک، ایالات متحده، ایتالیا، فرانسه، سوئد، نروژ و ژاپن به تصویب رسید. بعدها، تعداد زیادی از کشورها به این پیمان ملحق شدند. مذاکرات در مورد سوالبارد، در پاریس در سال ۱۹۱۹ میلادی، به ابتکار نروژ به عنوان بخشی از مذاکرات صلح پس از جنگ جهانی اول آغاز شد. تلاش‌های قبلی، از جمله از سوی نروژ، برای ایجاد تغییرات عملی در وضعیت سوالبارد، به عنوان یک منطقهٔ بی‌طرف موفق نشده بود.
- در کنار دیگر دلایل، از جمله شیوهٔ اعمال سیاست بی‌طرفی توسط نروژ در طول جنگ جهانی اول، توافق گسترده‌ای بین قدرت‌های پیروز برای اعطای حاکمیت به نروژ بر این منطقه وجود داشت. آلمان در مذاکرات شرکت نکرد، اما حمایت خود را اعلام کرد. دولت انقلابی در روسیه، هنوز در آن زمان توسط قدرت‌های پیروز غربی به رسمیت شناخته نشده؛ و برای شرکت در پاریس نیز دعوت نشده بود. با این حال دولت نروژ، که مأمور تهیهٔ پیش‌نویس متن توافقنامه شده بود، در متن پیش‌نویس، احتمال پیوستن دولت انقلابی در روسیه را پیش‌بینی و راه را هموار کرده بود.
- بنابراین مقرراتی در مادهٔ (۱۰) وضع شد که حقوق مشابهی، برای روس‌ها، تا زمان پیوستن به پیمان سوالبارد، منظور می‌کرد.
- در سال ۱۹۲۴، دولت شوروی اعلام کرد که هیچ اعتراضی به حاکمیت نروژ بر سوالبارد ندارد. اتحاد جماهیر شوروی در سال ۱۹۳۵ میلادی به‌طور رسمی به این پیمان ملحق شد.
- همهٔ کشورها، متعهد به رعایت حاکمیت نروژ بر این منطقه هستند. اما تنها کشورهای عضو پیمان، با داشتن حقوق برابر از مزایای این پیمان بهره خواهند برد. ضمن این که هر کشوری در جهان، می‌تواند به ارادهٔ خود به این پیمان ملحق شود.

نظر به اینکه پیمان سوالبارد هنوز به قوت خود باقی است، این پیمان یکی از موارد معدود در مذاکرات صلح پس از جنگ جهانی اول است که از تمام تحولات خاکی و سیاسی بعدی اروپا تا اوایل قرن ۲۱ مصون باقی مانده‌است.

## قوانین اعمال حقوق برابر، مالیات و فعالیت‌های نظامی
به واسطهٔ حاکمیت بر منطقه، این دولت نروژ است که قوانین و مقررات مربوط را وضع کرده و مطابق با سایر مناطق کشور نروژ اجرا می‌کند. با این حال، مفاد این پیمان شامل دستورالعمل‌های مربوط به رفتار مشابه و رعایت حقوق برابر شهروندان و شرکت‌های دیگر کشورهای عضو پیمان نیز می‌شود. در مواردی، رعایت حقوق برابر در شکل‌گیری قوانین و مقررات نروژی و نحوهٔ اعمال مدیریت در منطقه کاملاً مؤثر بوده‌اند. بر اساس این پیمان، رعایت حقوق مساوی شامل قلمروِ دریایی مجمع‌الجزایر نیز می‌شود. عبارت حقوق برابر شامل اقدامات حفاظت از حیات گیاهی و جانوری این منطقه نیز می‌شود.
- بر اساس مادّهٔ ۲ پیمان سوالبارد، کشتی‌های متعلق و افراد تابع کشورهای عضو از حقوق مساوی برای ماهیگیری و شکار برخوردارند. در حالی که مادّهٔ ۳ پیمانْ حق برابر دسترسی و اقامت و انجام فعالیت‌های دریایی و صنعتی و معدنی در حدود قوانین محلی را برای کشورهای عضو تضمین می‌کند. بر این اساس، هیچ نوع فعالیت انحصاری در منطقهٔ سوالبارد مجاز نیست.

در زمینهٔ بهره‌برداری از معادن در فصل جداگانه‌ای، جزئیات قوانین توضیح داده می‌شود.
- طبق مادّهٔ ۸ پیمان، حق نروژ برای جمع‌آوری مالیات و عوارض محدود به مواردی می‌شود که منافع مستقیم منطقهٔ سوالبارد ایحاب می‌کند. در عمل، درآمد مالیاتی در سوالبارد کمتر از مخارجِ ادارهٔ منطقه است.
- طبق مادّهٔ ۹ پیمان، نروژ متعهد می‌شود که هیچ گونه پایگاه نظامی دریایی یا استحکامات نظامی دریایی در منطقهٔ سوالبارد ایجاد نکند یا اجازهٔ ایجاد چنین استحکاماتی را به هیچ قدرت دیگری ندهد و همچنین نروژ متعهد می‌شود که هرگز از این منطقه برای اهداف و مقاصد جنگی استفاده نشود.[۵]

## اجرای پیمان سوالبارد در عمل

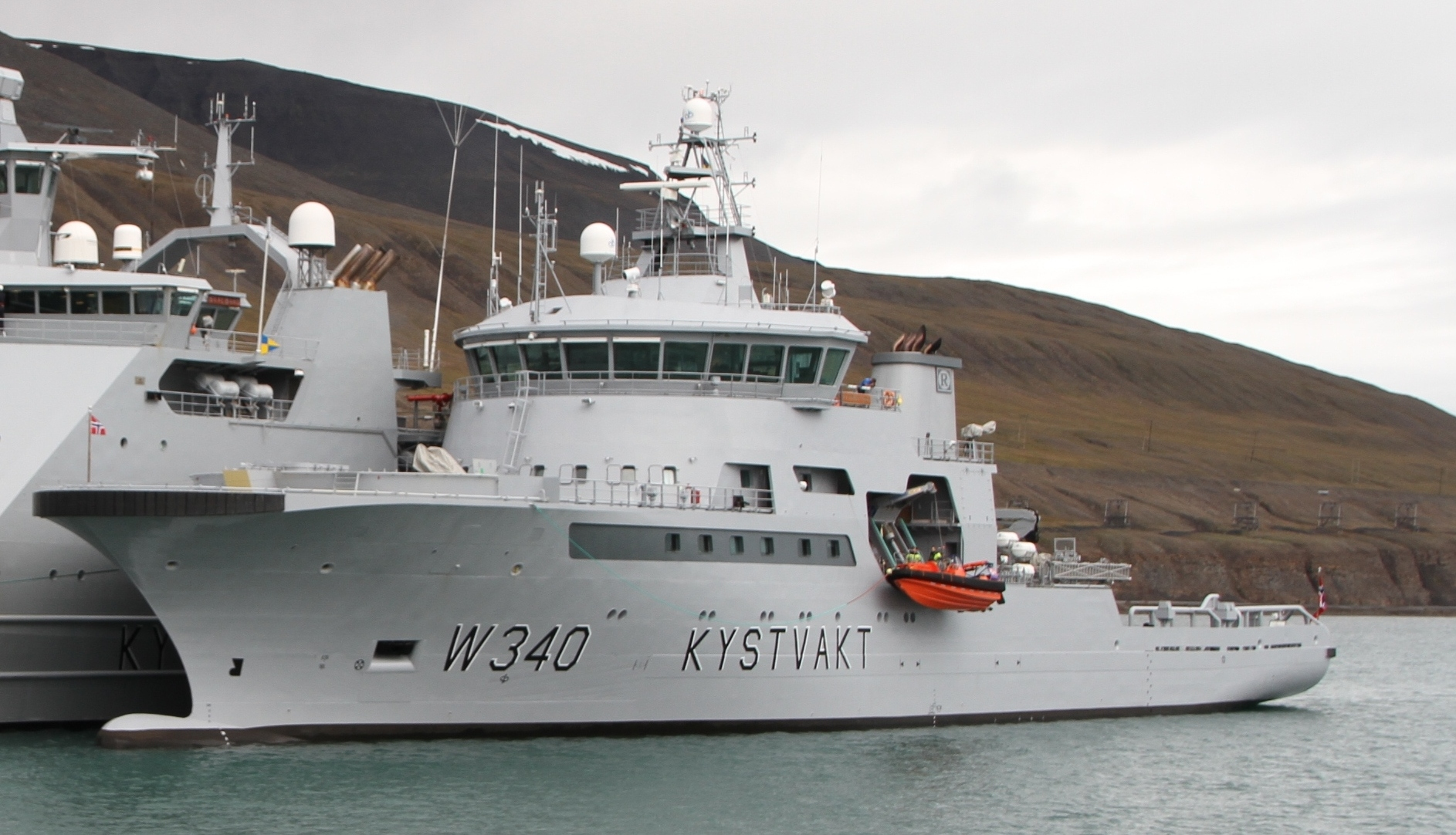
یک کشتی گارد ساحلی نروژ

از زمان شروع اجرای پیمان سوالبارد، تنها نروژ و اتحاد جماهیر شوروی (در حال حاضر روسیه) دارای فعالیت‌های گستردهٔ اقتصادی و شهرک سازی در این منطقه بوده‌اند. در دوران بین دو جنگ جهانی و دهه‌های اول پس از جنگ جهانی دوم، نروژ اصراری به اجرای کامل قوانینْ علیه شرکت‌ها و شهروندان شوروی نداشت. این امر از دههٔ ۱۹۷۰، زمانی که نروژ بر حاکمیت خود در اجرای مفاد پیمان تأکید کرد، تغییر یافت. مقامات روسیه نیز به نوبهٔ خود در مواردی نسبت به آنچه آنها قصور نروژ، در اجرای تعهدات مادهٔ ۹ (محدودیت در فعالیت‌های نظامی) می‌دانند، اعتراض کرده‌اند.
اتحاد جماهیر شوروی در پاییز ۱۹۵۱ پس از آنکه دولت نروژ در همان سال اعلام کرد منطقهٔ سوالبارد، بخشی از منطقهٔ دفاعی پیمان آتلانتیک شمالی، ناتو است اعتراض شدید کرد. طرح‌های نروژ، برای ساخت فرودگاه نیز با مخالفت دیرینهٔ شوروی روبرو شد. همچنین ایجاد ایستگاه دوری‌سنجی برای سازمان تحقیقات فضایی اروپا (ESRO، در حال حاضر آژانس فضایی اروپا، ESA). با مخالفت روبرو شد.
ضمن آنکه اعتراضات متعددی علیه بازدید کشتی‌های گارد ساحلی نروژ، صورت گرفته‌است. از طرف نروژ، چنین بازدیدهایی عملاً برای نشان دادن این که این نوع فعالیت‌ها مغایر با ماده ۹ پیمان سوالبارد نیست مورد استفاده قرار گرفته‌اند.